# Hannes Thanheiser
Johannes « Hannes » Thanheiser (né le 4 décembre 1925 à Vienne, mort le 17 juin 2014 à Sankt Pölten) est un acteur autrichien.

## Biographie
Il suit une formation artistique après la Seconde Guerre mondiale. Il a de premiers engagements comme acteur et est aussi accordéoniste ou musicien d'accompagnement dans la revue Auge Gottes à la Scala de Vienne et d'autres scènes. Alors que le milieu du théâtre subit une crise économique en 1952, Thanheiser se tourne vers le design et la décoration. En 1954, il ouvre Studio1, un café-concert jazz. En 1964, lui, Hans Weigel, Friedrich Gulda et Konrad Bayer créent l'Österreichischen Jazzfreunde. Il participe au combo Cafe Schmalz dans lequel il joue du violon, du piano et de l'accordéon.
En 1979, il se consacre davantage à son métier d'acteur. Il joue dans la série télévisée Die Alpensaga. En tout, il jouera dans 120 films.

## Filmographie sélective
- 1980 : Die Alpensaga – Ende und Anfang (de)
- 1986 : Tatort: Der Tod des Tänzers (de)
- 1986 : Die Walsche (de)
- 1987 : Tatort: Superzwölfer
- 1990 : Erdenschwer
- 1991 : Wildfeuer
- 1993 : Leni
- 1993 : Madame Bäurin
- 1996 : Hofrat Geiger (de)
- 1997 : Das ewige Lied
- 1998 : David im Wunderland
- 2001 : Lenya, princesse guerrière
- 2001 : Tatort: Ein mörderisches Märchen
- 2004 : Die Heilerin
- 2008 : Revanche
- 2009 : Romy Schneider
- 2011 : Braunschlag
- 2013 : Tatort: Unvergessen (de)

## Source de la traduction
- (de) Cet article est partiellement ou en totalité issu de l’article de Wikipédia en allemand intitulé « Hannes Thanheiser » (voir la liste des auteurs).